# Pijavice
 Ovo je glavno značenje pojma Pijavice. Za druga značenja pogledajte Pijavice (razdvojba).
Pijavice (Hirudinea) su člankoviti crvi prilagođeni parazitskom načinu života. Pretežno žive u slatkim vodama, ali ih ima i na kopnu i u morima. Većinom su ektoparaziti i hrane se krvlju kralježnjaka za čije se tijelo pričvršćuju. Imaju dvije mišićne pijavke – jedna okružuje usni otvor, a druga je na zadnjem kraju tijela. Tijelo im je izgrađeno od stalnog broja segmenata, tj. uvijek se sastoji od 33 segmenta.
Probavilo započinje usnom šupljinom u kojoj se nalaze čeljusti sa zubićima. Potom slijedi ždrijelo u koje se otvaraju žlijezde slinovnice. U njihovim slinovnicama nalazi se hirudin, koji sprečava zgrušavanje krvi domaćina. Tijekom hranjenja prijanjaljka se pričvrsti, čeljust razreže kožu domadara, a stezanjem ždrijela isisa se hrana. Na ždrijelo se nastavlja jednjak i želudac, a probavilo završava crijevom. Probava u pijavica je vrlo spora zbog nedostatka enzima pa pijavica koja se napije krvi može probavljati krvne stanice i do 200 dana.
Crijevo je prostrano i može imati izraštaje – divertikulume – u kojima se sakuplja krv (tako se mogu hraniti npr. samo dva puta godišnje). Pregrade između segmenata su iščezle i celom je reduciran. U našim slatkim vodama je vrlo česta vrsta pod nazivom „medicinska pijavica“ („Hirudo medicinalis“). Ostale poznate vrste pijavica su riblja pijavica (Piscicola geometra), konjska pijavica (Haemopis sanguisuga) koja napada goveda i konje na pojilu, ali se hrani i mekušcima te pasja pijavica (Erpobdella octoculata).

## Zanimljivosti
U četiri duboke jame na Velebitu 1994. godine otkrivena je endemična vrsta pijavice Croatobranchus mestrovi. Ova vrsta živi isključivo u podzemnim vodama i potpuno je prilagođena životu u podzemlju. Najčešće je pričvršćena na stijeni u slabom vodenom toku ili u nakapnicama. Tijelo joj je spljošteno i ima 10 pari bočnih škrgolikih nastavaka. Ti nastavci specifični su za ovu podzemnu pijavicu, a pretpostavlja se da imaju ulogu u opskrbi kisikom. Pijavica je hermafrodit, mliječnobijele do žućkaste boje, bez uočljivih očiju. Kreće se naizmjeničnim prihvaćanjem prijanjaljka za podlogu (stijenu) i izduživanjem tijela. O životu pijavice vrlo se malo zna.
Za vrijeme I. sv. rata iznenada je otkrivena vrijednost neretvanske pijavice. Naglo je počeo lov na njih, a cijena im je na svjetskom tržištu vrtoglavo rasla. Početkom 30-tih godina neretvanska pijavica je po kvaliteti zauzimala prvo mjesto na svjetskom tržištu, a vrijednost joj je skočila za sto puta u odnosu prema ostalim pijavicama. Obično su se lovile uranjanjem lovčeve noge i udaranjem štapom po vodi, čime se oponašao pokret toplokrvnih životinja na koje se inače pijavice kupe.